# Jim Parker (compositore)
Jim Parker (Hartlepool, 18 dicembre 1934 – 28 luglio 2023) è stato un compositore britannico.
Ha composto vari brani per film e serie televisive tra le quali Fortune e sfortune della famosa Moll Flanders, Tom Jones e L'ispettore Barnaby.

## Biografia
Egli ha vinto il British Academy of Film and Television Arts 4 volte per le sue musiche.